# 澳門巴士78TX路線
澳門巴士78TX路線是已取消的路線，由澳巴及新福利聯營，由關閘開往路氹邊檢大樓。

## 簡介
- 本線於營運期內未曾提供服務，兩間公司僅以待命方式安排各3部巴士停泊在關閘廣場，以在交通事務局要求此線提供服務時能夠即時提供服務。

## 使用車輛

### 澳巴
- 宇通ZK6118HGE

### 新福利
- 蘇州金龍KLQ6115GQ

## 路線資料

### 收費
- 現金收費：澳門幣6圓；
- 使用澳門通全民卡，一律扣減車費4.0圓；
- 使用澳門錢包乘車碼，一律扣減車費4.0圓；
- 使用澳門通學生卡，一律扣減車費2.0圓；
- 使用澳門通長者卡及殘疾卡，一律免費。

### 路線停站
| 78TX | 關閘 → 路氹邊檢大樓 |
| 編號 | 單向線              |
| 1    | M9 關閘廣場         |
| 2    | T355 路氹邊檢大樓   |

## 外部連結
- 澳門新福利公共汽車有限公司（官方網站） （页面存档备份，存于）
- 澳門公共汽車股份有限公司（官方網站） （页面存档备份，存于）